# Bramhatola
Brahmatola (en népalais : ब्रह्मटोल) est un comité de développement villageois du Népal situé dans le district de Bajura. Au recensement de 2011, il comptait 6 431 habitants.